# 波洛维诺-切列姆霍沃市镇
波洛维诺-切列姆霍沃市镇（俄语：Половино-Черемховское муниципальное образование）是俄罗斯联邦伊尔库茨克州泰舍特区所属的一个市镇。其下辖有个居民点，行政中心为波洛维诺-切列姆霍沃。据2016年统计，该市镇的人口为892人。